# Interacciones de Jesús con las mujeres
Las interacciones de Jesús con las mujeres son un elemento importante en el debate teológico sobre las mujeres en el cristianismo. Las mujeres son prominentes en la historia de  Jesucristo. Él fue  nacido de una mujer virgen, tuvo numerosas interacciones con las mujeres, y fue visto primero por las mujeres después de su  resurrección. Encargó a las mujeres que fueran a decir a sus discípulos que había resucitado, que es el mensaje esencial del cristianismo.

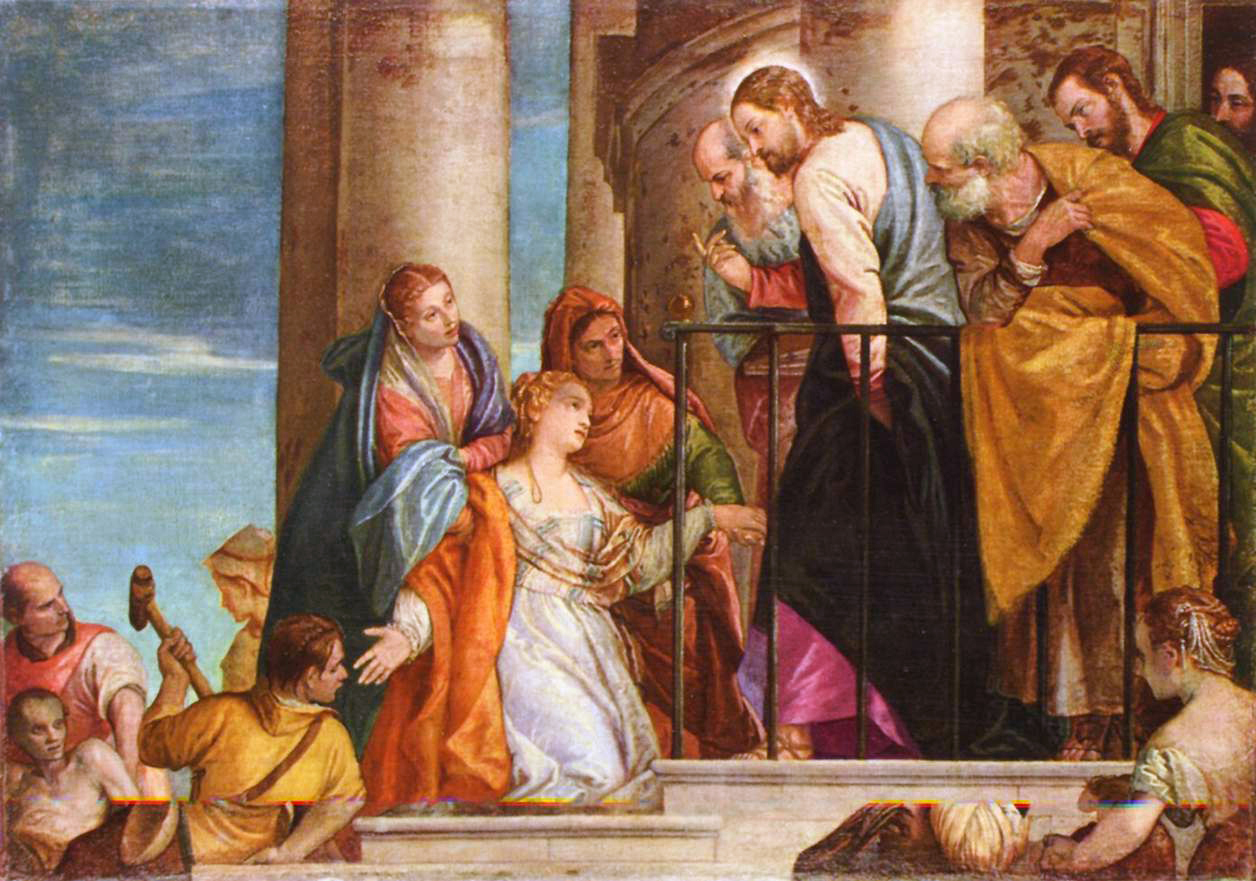
Jesús sanando a una mujer con un flujo de sangre, de Paolo Veronese.

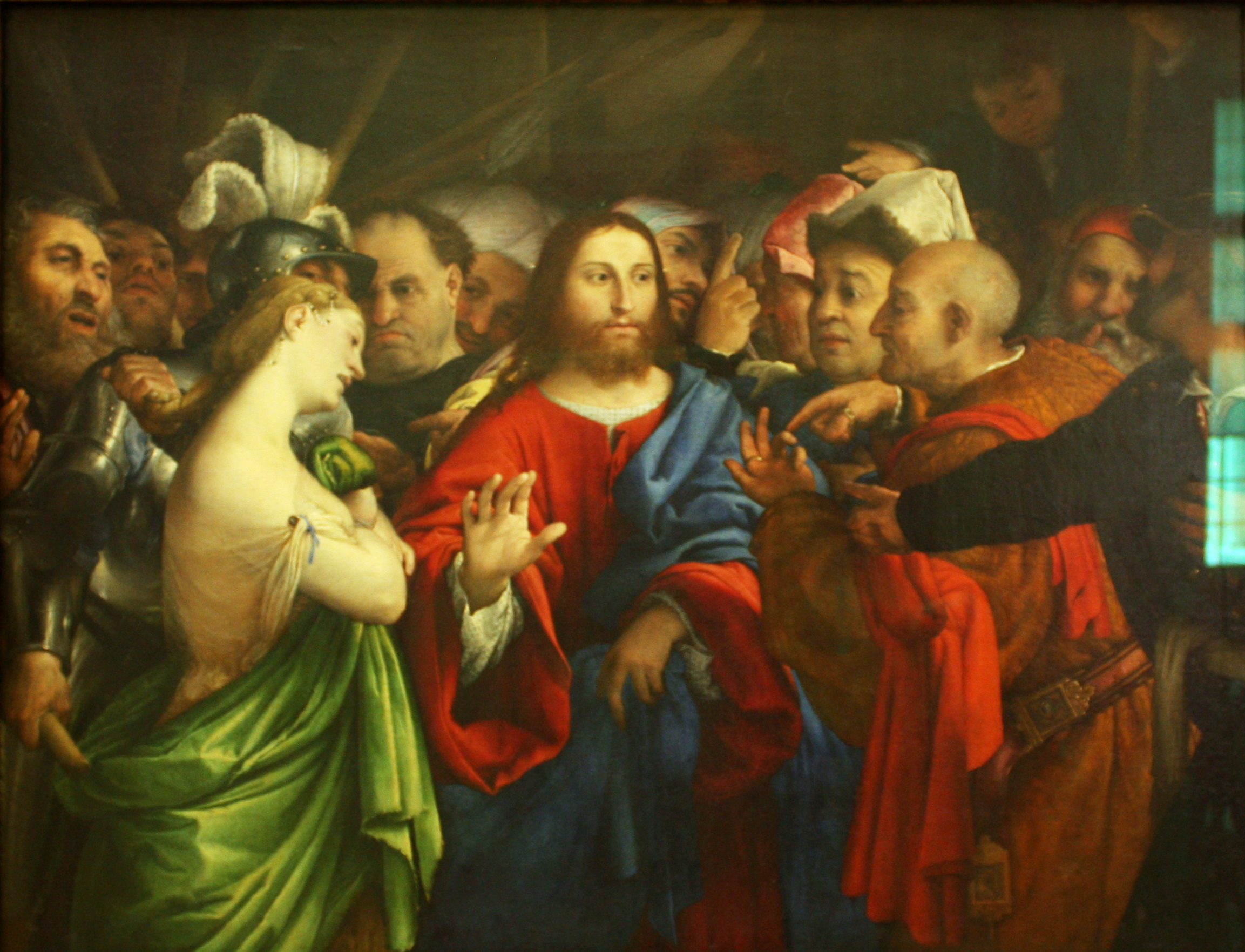
La mujer adúltera por Lorenzo Lotto.

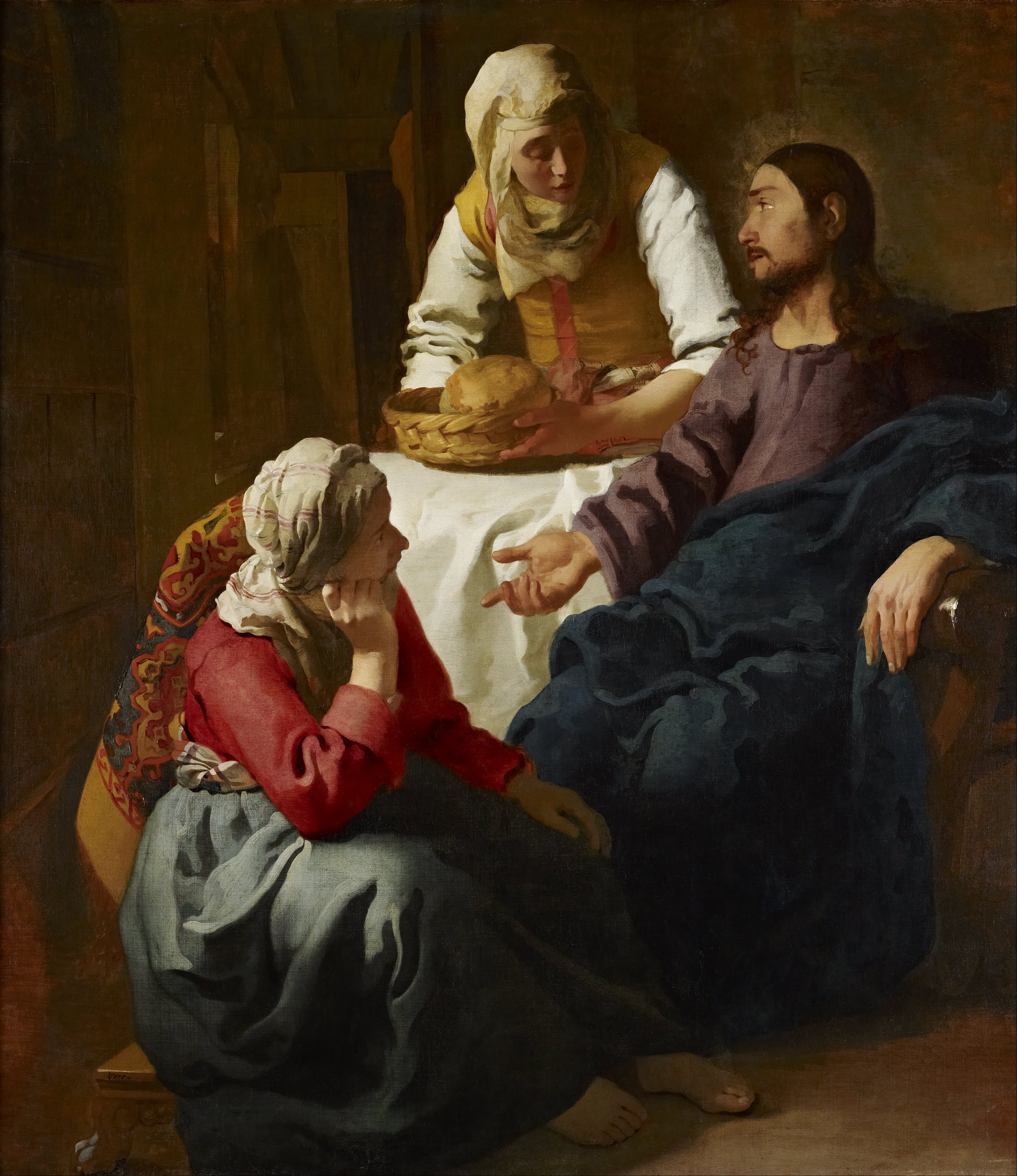
"Cristo en la casa de Marta y María " de Jan Vermeer, 1655.

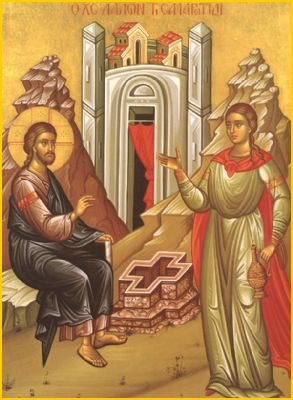
Icono ortodoxo de Photina, la mujer samaritana, encontrándose con Jesús junto al pozo.

## Gran número de referencias a las mujeres
Según el estudioso del Nuevo Testamento Dr. Frank Stagg y la clasicista Evelyn Stagg, los Evangelios sinópticos del Nuevo Testamento canónico contienen un número relativamente alto de referencias a las mujeres. El erudito bíblico evangélico Gilbert Bilezikian está de acuerdo, especialmente por comparación con obras literarias de la misma época.: p.82  Ni Staggs ni Bilezikian encuentran ningún caso registrado en el que Jesús deshonre, menosprecie, reproche o estereotipe a una mujer. Estos escritores afirman que los ejemplos de la manera de ser de Jesús son instructivos para inferir sus actitudes hacia las mujeres y muestran repetidamente cómo liberó y afirmó a las mujeres. Starr escribe que de todos los fundadores de religiones y sectas religiosas, Jesús es el único que no discriminó de alguna manera a las mujeres. De palabra o de hecho, nunca alentó el menosprecio de una mujer. Karen Leigh King concluye, basándose en el relato de la interacción de Jesús con una mujer siriofenicia en Marcos 7:24-30 y Mateo 15:21-28, que una mujer gentil sin nombre enseñó a Jesús que el ministerio de Dios no se limita a grupos y personas particulares, sino que pertenece a todos los que tienen fe.

## Las mujeres como discípulas
Los evangelios del Nuevo Testamento, escritos hacia el último cuarto del siglo I d. C., mencionan a menudo a Jesús hablando a las mujeres pública y abiertamente en contra de las normas sociales hebreas de la época. Desde el principio, las discípulas judías, entre ellas María Magdalena, Juana, Salomé, Susana, María Cleofás, acompañaron a Jesús durante su ministerio y lo apoyaron con sus propios medios.Lucas 8:1-3
Kenneth E. Bailey profesor del Nuevo Testamento en Egipto, Líbano, Jerusalén y Chipre, escribe sobre el cristianismo desde una visión cultural de Oriente Medio. Encuentra pruebas en varios pasajes del Nuevo Testamento de que Jesús tuvo discípulas. En primer lugar, cita la ocasión en la que se presentó la familia de Jesús y pidió hablar con él. Jesús respondió:

¿Quién es mi madre y quiénes son mis hermanos? Y extendiendo la mano hacia sus discípulos, dijo: ¡Aquí están mi madre y mis hermanos! Porque todo el que hace la voluntad de mi Padre que está en el cielo es mi hermano, mi hermana y mi madre.Mateo 12:46-50, énfasis añadido por Bailey

Bailey argumenta que, de acuerdo con las costumbres de Oriente Medio, Jesús no podría haber hecho un gesto a una multitud de hombres y decir: Aquí están mi hermano, mi hermana y mi madre. Sólo podría haber dicho eso a una multitud de hombres y mujeres. Por lo tanto, los discípulos que estaban ante él estaban compuestos por hombres y mujeres.

## Mujeres de la oscuridad notadas por Jesús
Los Evangelios registran varios casos en los que Jesús se acerca a mujeres "imperceptibles", sufridoras silenciosas y discretas que se mezclan en el fondo y son vistas por los demás como "entidades insignificantes destinadas a existir en los márgenes de la vida." Jesús se fija en ellas, reconoce su necesidad y, "en un momento gloriosamente desgarrador, las empuja al centro del escenario en el drama de la redención con los focos de la eternidad brillando sobre ellas, y las inmortaliza en la historia sagrada".: p.82  Entre ellas se encuentran:

### La suegra de Pedro
Mateo 8:14-15, Marcos 1:30-31, Lucas 4:38-39
Los tres evangelios sinópticos recogen la curación de la suegra de Simón Pedro. Cuando Jesús entró en la casa de Pedro, vio a la suegra de éste postrada en la cama con fiebre. Sanó a la mujer de la fiebre tocando su mano. Ella se levantó y se puso a atenderle. Con esta curación en particular, ocurre algo único. A menudo, después de la curación, la gente dejaba a Jesús para seguir con su vida. Sin embargo, la suegra de Pedro se levantó inmediatamente y comenzó a «servirle».

### La mujer que tocó el manto de Jesús
Marcos 5:25-34
Jesús practicó el ministerio del tacto, a veces tocando a los "intocables" y dejando que le tocaran. Entre las cosas que se consideraban impuras, que descalificaban a uno para los rituales de la religión, estaba la cuestión de la sangre, especialmente la menstruación o la hemorragia. Una de estas mujeres llevaba 12 años con un flujo de sangre, sin que nadie pudiera curarla. Encontró la fe en la multitud para acercarse a Jesús, acercándose a él por detrás para pasar desapercibida, y simplemente tocando su manto. Cuando lo hizo, ocurrieron dos cosas: el flujo de sangre se detuvo y fue descubierta.: p.83 
Jesús se volvió y preguntó quién le había tocado. Los discípulos trataron de hacer a un lado la pregunta, protestando que en tal multitud no se podía señalar a ningún individuo. Jesús insistió en su pregunta y la mujer se acercó y tembló a sus pies; explicó su motivo y declaró en medio de la multitud la bendición que le había llegado.Lucas 8:47 Jesús la trató como si tuviera valor, sin reprenderla por lo que el código levítico de santidad habría considerado como una profanación.Levítico 15:19-25 Más bien, la liberó de cualquier sentimiento de culpa por su acto aparentemente imprudente, la levantó y la llamó "hija". Le dijo que su fe la había salvado, le dio su amor y la despidió curada.Marcos 5:34
Fontaine escribe: La 'chutzpah', la osadía, mostrada por la mujer que sangró durante 12 años mientras arrancaba su salvación del manto de Jesús es tanto una medida de su desesperación como un testimonio de su fe.": p.291  Fontaine comenta que "la Biblia considera a las mujeres como un grupo de personas realizadas, legitimadas, con plena pertenencia a su comunidad y cuidadas en la vejez por sus hijos", y que las mujeres estériles se arriesgaban al ostracismo de sus comunidades. Señala que cuando se cura a personas discapacitadas, el acto "enfatiza principalmente la notable compasión de quien realiza la buena acción, no la naturaleza merecedora o la dignidad del receptor".": p.290 

### La hija de Jairo
Marcos 5:35-43
Jairo era uno de los jefes de la sinagoga judía, y tenía una hija que había estado muy enferma y estaba a punto de morir. Era hija única y tenía doce años. Al saber que Jesús estaba cerca, Jairo se acercó a Jesús y, postrándose ante él, le suplicó que viniera a ver a su hija enferma. Ella había estado en coma, y en Mateo 9:18 su padre dice que ya está muerta. Jesús fue a verla, aunque los demás se burlaron de él y dijeron que era demasiado tarde. Cuando vio su cuerpo, la tomó de la mano y le dijo: Talitha koum, que significa: ¡Niña, a ti te lo digo, levántate!. Ella se levantó inmediatamente y se puso a andar. Él dio órdenes estrictas de que nadie lo supiera y dijo que le dieran algo de comer.

### La viuda de Nain
Lucas 7:11-17
La viuda vivía en un pequeño y remoto pueblo en una ladera de Galilea. Sin embargo, la muerte de su único hijo la dejó con pocos medios de subsistencia.1 Tim. 5:4 Jesús se fijó en la mujer afligida en el cortejo fúnebre. Jesús dio la orden "¡Levántate!" y devolvió al hijo desconcertado a su madre. "Todos sabían que Dios tenía un amor especial por la pequeña viuda con un hijo en Naín de Galilea".: p.84 

### La mujer jorobada
Lucas 13:10-17
Jesús estaba enseñando en una sinagoga en el sábado y vio a una mujer que había estado "lisiada por un espíritu durante dieciocho años". Estaba encorvada y no podía enderezarse en absoluto. Llamó a la mujer y le dijo: Mujer, has sido liberada de tu enfermedad, luego le impuso las manos en el cuerpo, e inmediatamente se enderezó y alabó a Dios.Lucas 13:13
El jefe de la sinagoga, defensor del sábado, se indignó porque Jesús había curado en sábado. En lugar de enfrentarse a Jesús, reprendió a la mujer públicamente diciendo a toda la congregación: «Hay seis días para trabajar. Así que ven y sé curado en esos días, no en el sábado». En respuesta, Jesús dijo: ¡Hipócritas! Acaso cada uno de vosotros no desata en sábado su buey o su asno del establo y lo saca para darle agua? Entonces, ¿no debería esta mujer, hija de Abraham, a la que Satanás ha mantenido atada durante dieciocho largos años, ser liberada en el día de reposo de lo que la ataba?Lucas 13:15-16
Los Staggs subrayan que ésta es la única referencia en el Nuevo Testamento a "una hija de Abraham". Concluyen que Jesús habló de esta mujer como si perteneciera a la familia de Abraham tanto como los hijos de Abraham.

## Las mujeres como modelos de fe
En la cultura judía de la época, las mujeres no debían ser vistas ni escuchadas, ya que eran consideradas "influencias corruptoras que debían ser rechazadas y despreciadas". Sin embargo, Jesús presentó a las mujeres como modelos de fe para sus oyentes:

### La Reina del Sur
Lucas 11:31
Jesús reprocha a sus contemporáneos su poca fe en él, ante eso, pone como ejemplo la fe de una mujer (además de pagana) llamada la reina del Sur (quien pudiera ser la misma reina de Saba), quien haciendo un largo viaje, fue a escuchar al rey Salomón, creyendo en sus palabras y alabando a Dios, cosa totalmente distinta que hacen los de su generación, llegando incluso a decir Jesús, que ella es superior a ellos, hasta el punto mismo de juzgarlos.

### Parábola de las diez vírgenes
Mateo 25:1-13

### La viuda persistente
Lucas 18:1-8
En el mundo antiguo la mujer estaba prácticamente indefensa. Más aún una viuda, sin marido que la apoyase y sin influencia social ante el poderoso. Sin embargo, Jesús pone a una viuda como ejemplo de la tenacidad que ha de tener cualquier ser humano ante Dios, quien a diferencia del juez, es justo y misericordioso, y al quien se le puede recurrir siempre con toda confianza y fe.

### La ofrenda de una viuda pobre
Marcos 12:41-44, Lucas 21:1-4
Jesús honra a una pobre viuda que echó "dos monedas de cobre" en el tesoro del Templo. Lo que la viuda dio a Dios fue la totalidad de sus pertenencias. Las mujeres sólo tenían acceso limitado al Templo de Jerusalén. Allí, Jesús encontró la piedad más loable y la entrega sacrificada, no en los contribuyentes ricos, sino en una mujer pobre.

## Las mujeres como modelos del trabajo de Jesús
En la Parábola de la moneda perdida y la Parábola de la levadura, Jesús presenta su propio trabajo y el crecimiento del Reino de Dios en términos de una mujer y su trabajo doméstico. Estas parábolas siguen a la Parábola de la oveja perdida y a la Parábola de la semilla de mostaza respectivamente, y comparten los mismos mensajes que sus homólogas más orientadas a los hombres.
Joel B. Green escribe sobre la Parábola de la levadura que Jesús "pide a la gente -hombre o mujer, privilegiado o campesino, no importa- que entre en el dominio de una mujer y cocinera doméstica del siglo I para obtener una perspectiva del dominio de Dios".

## La mujer como persona de valor
Jesús, que siempre mantuvo su pacto de castidad, advierte a los hombres de su época sobre la lujuria y el divorcio:

### Advertencia contra la lujuria
Mateo 5:27-29
En el Sermón de la Montaña, Jesús expuso los Diez Mandamientos. Defendió el valor de la mujer equiparando la lujuria del hombre con el adulterio, castigado con el infierno.

### Advertencia contra el divorcio
Mateo 5:31-33
Jesús expuso el Libro del Deuteronomio. En cuanto a la costumbre de los hombres de divorciarse, defendió los derechos de las esposas equiparando el divorcio injustificado con la culpa de causar el pecado de adulterio.

## Las mujeres como primeras testigos de la Resurrección
En los evangelios, especialmente los sinópticos, las mujeres desempeñan un papel central como testigos de la muerte y sepultura de Jesús, así como el posterior descubrimiento de la tumba vacía. En el momento de la Resurrección, Jesús elige aparecer primero a un grupo de discípulas, las cuales varía el número específico de ellas, como en Marcos,  Mateo y Lucas; mientras que en Juan, la primera aparición fue únicamente para María Magdalena. En todo caso, Jesús les da el privilegio a las mujeres de proclamar su Resurrección y comunicar sus instrucciones a los Apóstoles. En el relato, el hecho de aparecer primero ante ellas implica que su afirmación era cierta, porque un engañador racional no se presentaría ante testigos que no pudieran testificar en un juicio, es decir, el grupo de mujeres.

## María, madre de Jesús

### En el Templo de Jerusalén
Lucas 2:41–52
Los Evangelios canónicos sólo ofrecen una historia sobre Jesús de niño: la historia de Lucas sobre el niño Jesús en el Templo de Jerusalén. Según Lucas, sus padres, José y María, llevaron a Jesús de 12 años a Jerusalén en su peregrinación anual a la Pascua. María y José emprendieron el viaje de vuelta a casa sin Jesús, pensando que estaba en algún lugar de la caravana con parientes o conocidos. Cuando sus padres lo encontraron tres días después, María les dijo: "Hijo, ¿por qué nos has tratado así? Tu padre y yo te hemos buscado ansiosamente". El niño Jesús le recordó con respeto, pero con firmeza, que debía responder a una demanda superior: "¿No sabías que tenía que ocuparme de los asuntos de mi Padre?": pp.103-104, 224  Es de destacar que, en obediencia a sus padres, Jesús les dejó y se sometió a ellos.

### En las bodas de Caná de Galilea
Juan 2:1–11
En las bodas de Caná, María le dijo a Jesús que el vino era escaso. Hoy su respuesta puede parecer cortante: "Mujer, ¿qué nos va a ti y a mi? Todavía no ha llegado mi hora".
Ni aquí ni en ninguna otra parte renuncia Jesús a la relación madre-hijo como tal, pero aquí, como en Lucas 2:49, declara su independencia vocacional, ministerial, de su madre. Tiene una "hora" que cumplir, y María, aunque es su madre, no puede acelerar ni impedir su llegada.: pp.103-104, 236 
La mayoría de los estudiosos creen que en la respuesta de Jesús a su madre no hubo ninguna falta de respeto. Según el Matthew Henry's Commentary, usó la misma palabra cuando le habló a María con afecto desde la cruz.
La académica Lyn M. Bechtel no está de acuerdo con esta lectura. Ella escribe que el uso de la palabra "mujer" en referencia a la madre de Jesús es "sorprendente". Aunque no sería impropio o irrespetuoso dirigirse a una mujer común de esta manera (como lo hace a menudo: véase Juan 4:21, Juan 8:10, Juan 20:13-15), es inapropiado llamar a su madre 'mujer'" . Bechtel sostiene además que se trata de un recurso que Jesús utiliza para distanciarse del judaísmo.
Sin embargo, el obispo William Temple dice que no hay ninguna frase en español que represente el original "Mujer, déjame en paz". "En el griego es perfectamente respetuoso e incluso puede ser tierno -como en Juan 19:27... No tenemos un término correspondiente; 'señora' es precioso, y 'madame' es formal. Así que debemos traducir simplemente y dejar que el contexto dé el tono". Algunas versiones de la Biblia lo traducen como "Querida mujer".NLT;NCV;AMP NLT; NCV; AMP.

### Al pie de la cruz
Juan 19:26-27
Jesús, siendo el hijo primogénito y único de  María asumió la responsabilidad de cuidar el futuro de su madre. Poco antes de morir, Jesús encargó a el discípulo a quien Jesús amaba, san Juan que se hiciera cargo de ella.

## María Magdalena
María Magdalena, también llamada Miriam de Magdala, se encuentra entre las mujeres representadas en el Nuevo Testamento que acompañaron a Jesús y a sus doce apóstoles, y que también ayudaron a mantener económicamente a los hombres.Lucas 8:2-3 Según Marcos 15:40, Mateo 27:56, Juan 19:25, y Lucas 23:49, fue una de las mujeres que permanecieron en la crucifixión de Jesús. El Nuevo Testamento dice que ella vio a Jesús puesto en una tumba. Marcos 16:9 informa que después de su resurrección, Jesús se apareció primero a María Magdalena. El Nuevo Testamento también dice que Jesús expulsó siete demonios de ella.
Durante siglos, María Magdalena fue identificada en el cristianismo occidental como una adúltera y prostituta arrepentida, aunque en ninguna parte del Nuevo Testamento se la identifica como tal. A finales del siglo XX, los descubrimientos de nuevos textos y los cambios en la visión crítica pusieron esto en tela de juicio. Según la Dra. Karen King, teóloga de Harvard, María Magdalena fue una destacada discípula y líder de un ala del movimiento cristiano primitivo que promovía el liderazgo femenino.
King cita referencias en el Evangelio de Juan de que Jesús resucitado da a María una enseñanza especial y la comisiona como "apóstol de los apóstoles." Ella es la primera en anunciar la resurrección y en desempeñar el papel de apóstol, aunque el término no se utiliza específicamente de ella, si bien en el cristianismo oriental se la denomina «igual a los apóstoles». La tradición posterior, sin embargo, la nombra como "la apóstol de los apóstoles". King escribe que la fuerza de esta tradición literaria permite sugerir que históricamente María fue una visionaria y líder profética dentro de un sector del movimiento cristiano primitivo tras la muerte de Jesús.
En el Seminario Teológico de Asbury, el erudito bíblico Ben Witherington III confirma que el relato del Nuevo Testamento sobre María Magdalena es histórico: "María fue una importante discípula temprana y testigo de Jesús" Continúa: No hay absolutamente ninguna evidencia histórica temprana de que la relación de Miriam (María) con Jesús fuera otra que la de una discípula de su maestro.
Jeffrey J. Kripal, presidente del Rice University, Departamento de Estudios Religiosos, escribe que los textos cristianos de Gnóstico ponen a María Magdalena en una posición central de autoridad, pero estos textos fueron excluidos del  ortodoxo canon bíblico. Kripal describe a María Magdalena como una figura trágica que mantuvo un papel importante posteriormente disminuido por el liderazgo eclesiástico masculino. Kripal explica que los textos gnósticos sugieren una relación íntima, posiblemente sexual, entre Jesús y María Magdalena, pero que la sexualidad de Jesús es absolutamente ambigua con base en la evidencia disponible: "Las fuentes históricas son simplemente demasiado contradictorias y simultáneamente demasiado silenciosas sobre el asunto como para poder hacer una afirmación tan importante".
Según Kripal, los textos gnósticos "presentan sistemáticamente a María como una visionaria inspirada, como una potente guía espiritual, como la compañera íntima de Jesús, incluso como la intérprete de su enseñanza". Kripal escribe que las teologías de la Edad Media europea probablemente inventaron la noción de una relación entre María Magdalena y Jesús: "El medieval cataristas y Albigenses, por ejemplo, sostenían que María era la concubina de Jesús sin aportar ninguna referencia fiable. El gran protestante reformador Martín Lutero también asumió una relación entre ambos, muy posiblemente para dar algún precedente histórico a su propio y dramático rechazo del celibato católico".

## La mujer sorprendida en el adulterio
Juan 7:53–8:11
Esta historia, muy apreciada por su revelación de la misericordia de Dios hacia los pecadores, sólo se encuentra en el Evangelio de Juan. Jesús estaba enseñando en el Templo de Jerusalén. Algunos escribas y fariseos interrumpieron su enseñanza mientras traían a una mujer que había sido tomada en el mismo acto de adulterio. El trato que le dieron a la mujer fue insensible y degradante. La presentaron ante él, declararon la acusación y le recordaron el mandato de Moisés de apedrear a esas mujeres. Más precisamente, la ley habla de la muerte de "ambos, el hombre y la mujer" involucrados.Lev. 20:10 Deut. 22:22-24 Queda la duda de por qué el hombre no fue traído junto con la mujer.
¿Qué dices tú?, le preguntaron. Si es permisivo con la ley, entonces está condenado. Pero si mantiene una línea estricta, entonces ha permitido que prevalezcan en su trato impío de esta mujer y será responsable por los romanos si se procede a la lapidación. Después de un rato de silencio, Jesús se agacha y escribe con el dedo en el suelo. Era ilegal escribir incluso dos letras en el día de reposo, pero estaba permitido escribir con polvo (m. shabat 7:2; 12:5). El texto no incluye ninguna pista sobre lo que escribió. Los acusadores de la mujer intentaban atrapar a Jesús, no sólo a la mujer. Para ellos, ella era un objeto sin valor que debía utilizarse para "atrapar" a Jesús en una cuestión legal teológica.
Finalmente, Jesús se levantó y dijo a los acusadores: "El que esté libre de pecado que tire la primera piedra". Se agachó una vez más y volvió a escribir en el suelo. En su respuesta, Jesús no perdonó el adulterio. Obligó a sus acusadores a juzgarse a sí mismos y a declararse culpables de este pecado y/o de otros. Ninguno pudo pasar la prueba, y fueron saliendo uno a uno, empezando por el mayor.
Cuando Jesús y la mujer se quedaron finalmente a solas, le hizo una sencilla pregunta: Mujer, ¿dónde están? ¿Nadie te ha condenado?. Ella respondió simplemente: Nadie, Señor. Ella se convierte en un ejemplo memorable del hecho de que "Dios no envió a su Hijo al mundo para condenar al mundo, sino para salvar al mundo por medio de él.Jn. 3:17 Jesús le dice: Tampoco yo te condeno. Vete, y desde ahora no peques más. Jn. 8:11
"Aquí está la misericordia y la justicia. Condenó el pecado y no al pecador". (Agustín En Juan 33.6) Pero más que eso, la llamó a una nueva vida. A la vez que reconocía que había pecado, la orientaba en una nueva dirección con un verdadero estímulo. Jesús rechazó el doble rasero para las mujeres y los hombres y dirigió el juicio hacia los acusadores masculinos. Su trato con la mujer pecadora fue tal que ella se encontró desafiada a una nueva comprensión de sí misma y a una nueva vida.

## La mujer en el pozo de Samaria
Juan 4:1–42
El relato en profundidad sobre Jesús y la samaritana es muy significativo para entender a Jesús en la forma de  relacionarse con diferentes tipos de personas: samaritanos, mujeres y pecadores. Al hablar abiertamente con esta mujer, Jesús cruzó una serie de barreras que normalmente habrían separado a un maestro judío de una persona como esta mujer de Samaria. Jesús hizo tres cosas muy poco convencionales y sorprendentes para su situación cultural-religiosa:
1. Él, como hombre, habló abiertamente de teología con una mujer.
2. Él, como judío, pidió beber del cubo  ritualmente impuro de una samaritana.
3. Él no la evitó, a pesar de conocer su historial marital: tuvo cinco maridos anteriores y vivía ahora con un hombre que no era su marido, o sea era considerada una pecadora.

Los discípulos mostraron su asombro al volver al pozo: "Se maravillaban de que hablara con una mujer.Juan 4:27 Un hombre en el mundo judío no solía hablar con una mujer en público, ni siquiera con su propia esposa. Que un rabino discutiera de teología con una mujer era aún menos convencional. Jesús no se dirigió a una mujer simplemente porque era una mujer. No dudó en pedirle a la mujer que le dejara beber de su vasija, pero tampoco dudó en ofrecerle una bebida de otro tipo de un "cubo" judío mientras le decía: "La salvación es de los judíos" Juan 4:22. La salvación venía a la mujer samaritana de parte de los judíos, y culturalmente había una gran enemistad entre los judíos y los samaritanos (considerados una raza mestiza por los judíos). Aunque era samaritana, necesitaba poder beber de un "recipiente" judío (de salvación) y Jesús no sancionó más el prejuicio samaritano contra el judío que el prejuicio judío contra el samaritano.

Este es un acontecimiento sin precedentes: que una mujer, y lo que es más una "mujer pecadora", se convierta en "discípula" de Cristo. En efecto, una vez enseñada, anuncia a Cristo a los habitantes de Samaria para que también ellos lo reciban con fe. Se trata de un hecho sin precedentes, si se recuerda el trato habitual que recibían las mujeres por parte de los maestros en Israel; mientras que en el modo de actuar de Jesús de Nazaret tal hecho se convierte en algo normal.
Papa Juan Pablo II

La clave de la postura de Jesús se encuentra en que percibe a las personas como personas. Vio a la forastera en el pozo como alguien que, ante todo, era una "persona", y no principalmente una samaritana, una mujer o una pecadora. Esta mujer evangelizada se convirtió en una  evangelizadora. Presentó a su comunidad a "un hombre" al que llegaron a aclamar como "el Salvador del mundo" Juan 4:42. Jesús liberó a esta mujer y la despertó a una nueva vida en la que no sólo recibió sino que también dio. La Biblia dice que ella llevó a "muchos samaritanos" a la fe en Cristo. Si los hombres fueron los primeros "ganadores de almas",Juan 1, esta mujer fue la primera "evangelizadora" en el evangelio de Juan.

## La mujer siriofenicia
Mateo 15:21-28, Marcos 7:24-30
Este incidente no se parece a ningún otro de los Evangelios canónicos. Una mujer cananea, pagana, nacida en la Fenicia siria, cuya hija pequeña estaba poseída por un espíritu maligno, vino y se postró a los pies de Jesús, rogándole que expulsara al demonio de su hija. Jesús parece duro con la mujer, ya que primero le niega su petición de ayuda para su hija. También parece ser condescendiente y denigrante con ella cuando le dice: Deja primero que se alimente a los niños, porque no conviene tomar el pan de los niños y echárselo a los perrillos Marcos 7:27. En el contexto, "los niños" parecen ser judíos y "los perrillos" gentiles.
Se la identifica como "una griega, sirofenicia de raza" Marcos 7:25. La cuestión no es que sea una mujer, sino que no es judía, sino gentil. "Perros" era el epíteto de la época para los gentiles, y Jesús parece estar del lado del desprecio judío hacia los gentiles. Tanto en Marcos como en Mateo, los no judíos son comparados con "perros", y una mujer profundamente preocupada por el estado de su hija es despreciada hasta que ella misma se impone en su discurso con Jesús.
En cuanto al trato de Jesús con las mujeres, no sustituyó la deferencia acrítica por el prejuicio contra las mujeres. Se relacionó con las mujeres como personas con palabras y dignidad. En este relato, como en otros, se ve a Jesús capaz de manifestar una postura crítica hacia la mujer, pero al mismo tiempo respetuosa con su autoafirmación, ya que ella contrarrestó con audacia sus propios comentarios.: p.115 
La razón por la que Jesús se mostró duro con una persona desfavorecida, y también parece perder el breve diálogo animado e incisivo con ella, sigue siendo objeto de debate entre las autoridades. Los teólogos han ofrecido varias interpretaciones.
Evelyn y Frank Stagg sugieren tres posibilidades:
1. Jesús pudo haber estado instruyendo a sus discípulos, asumiendo primero un prejuicio judío conocido hacia los no judíos, y abandonándolo luego al quedar expuesta su injusticia. La historia puede haber servido como una lección objetiva sobre los prejuicios a sus discípulos al romperse una barrera entre judíos y gentiles.
2. Puede que Jesús estuviera poniendo a prueba la fe de la mujer. Las palabras de despedida de Jesús hacia ella son de afirmación y aclamación. Ha pasado la prueba.
3. Puede haber habido una profunda lucha dentro de Jesús al tratar con las demandas de judíos y gentiles. Se mostró abierto a los judíos que estaban fuera de los círculos aceptados (publicanos, pecadores, prostitutas). También se desvivió por afirmar a los samaritanos, por ejemplo, la mujer del pozo. Como grupo étnico, los samaritanos tenían una animosidad mutua con los judíos. Está claro que Jesús tenía que entregarse sin reservas a Israel y, sin embargo, también al resto del mundo. Es posible que Jesús tuviera una profunda y honesta lucha en su interior por los reclamos de dos mundos sobre él.[1]{rp|pp.113-115}}

Gilbert Bilezekian cree que la actitud aparentemente indiferente de Jesús ante la súplica de la mujer y el extraño diálogo que siguió no debe interpretarse como una reticencia por su parte a atender a los gentiles o a una mujer. Se centra en la fe de la mujer, que Jesús describe más tarde como "grande". Al querer que ella expresara su comprensión de su ministerio, sacó a relucir sus convicciones y le brindó la oportunidad de dar una lección de inclusión racial a sus "discípulos intolerantes". Ella expresó su fe en que los gentiles tienen parte en la salvación, confesando que su mesianismo trasciende las segregaciones humanas de judío, gentil, hombre o mujer. Fue su primera conversa en el 'mundo gentil'.: pp.100-101 

## María y Marta
Lucas y Juan muestran que Jesús tenía una estrecha relación con las hermanas María y  Marta que residían en Betania. Aparecen en tres historias principales:
1. Una tensión entre las dos hermanas sobre los rolesLucas 10:38-42)
2. El dolor por la muerte de su hermano Lázaro, seguido de su resurrección,Juan 11:1-44 y
3. Marta sirviendo y María ungiendo a Jesús (explícitamente en Juan 12:1-8; presumiblemente en Marco 14:3-9; Mateo 26:6-13). Véase la unción en Betania.

### Contemplación y acción
Lucas 10:38-42
Lucas relata una ocasión de tensión durante una de las visitas de Jesús a la casa de Marta y María. Mientras Marta preparaba la comida, María estaba sentada a los pies de Jesús y "escuchaba su palabra" Lucas 10:39. Marta se distrajo y se frustró por tener que servir la comida sin la ayuda de su hermana. Finalmente, compartió abiertamente sus sentimientos, se paró frente a Jesús, que estaba sentado o recostado, y se quejó: Se acercó a él y le preguntó: "Señor, ¿no te importa que mi hermana me haya dejado hacer el trabajo sola? Dile que me ayude. Jesús reprendió suavemente a Marta por estar tan distraída y preocupada por muchas cosas, cuando sólo una era necesaria. Marta, Marta, respondió el Señor, estás preocupada y alterada por muchas cosas, pero sólo una es necesaria. María ha elegido lo que es mejor, y no se lo quitarán. Lucas 10:41-42
La elección de María no fue la convencional para las mujeres judías. Estaba sentada a los pies de Jesús y escuchaba sus enseñanzas y su instrucción religiosa. A las mujeres judías no se les permitía tocar las Escrituras; no se les enseñaba la Torá, aunque se les instruía de acuerdo con ella para la correcta regulación de sus vidas. Un rabino no instruía a una mujer en la Torá. María eligió la "parte buena", pero Jesús la relacionó con ella en una relación de maestro-discípulo. La admitió en "el estudio" y la elogió por su elección. En la tradición de aquella época, las mujeres estaban excluidas del ministerio orientado al altar, y esta exclusión invadía el ministerio de la Palabra orientado a las mujeres. Jesús reabrió el ministerio de la Palabra para la mujer. María fue al menos una de sus alumnas de teología.[cita requerida]
Jesús reivindicó el derecho de María a ser su propia persona, a ser María y no Marta. Mostró su aprobación del derecho de la mujer a optar por el estudio y no verse obligada a estar en la cocina. Jesús estableció sus propias prioridades al declarar: No sólo de pan vive el hombre, sino de toda palabra que sale de la boca de Dios. Marta necesitaba que le recordaran la prioridad de la Palabra sobre el pan. El relato de Lucas sobre la presencia de Jesús en casa de María y Marta sitúa a Jesús firmemente del lado del reconocimiento de la plena personalidad de la mujer, con derecho a decidir sobre su propia vida. Al relacionarse con ambas hermanas y defender el derecho de María a un papel que entonces se negaba comúnmente a las mujeres judías, Jesús seguía su principio de gran alcance de la liberación humana.

### Las hermanas de luto
Juan 11:1-44
Uno de los milagros más famosos de Jesús fue resucitar a Lázaro de cuatro días en la tumba. Pero también es un llamativo recordatorio de que, aunque Dios obra todas las cosas para bien, no siempre lo hace según los horarios que esperamos.
Los seguidores de Jesús habían perdido la esperanza tras la muerte de Lázaro, pero Jesús tenía un plan para glorificar a Dios y sanar a Lázaro de una forma más espectacular de lo que nadie esperaba. La figura central, sin embargo, es Jesús, identificado como "la resurrección y la vida". Cuando el hermano de María y Marta enfermó, mandaron llamar a Jesús. Por alguna razón no revelada, Jesús no llegó hasta cuatro días después de la muerte de Lázaro. Las afligidas hermanas, Marta primero y luego María, se encontraron con Jesús. Jesús resucitó a Lázaro de entre los muertos y luego se proclamó como "la resurrección y la vida". Marta reprochó suavemente a Jesús: Señor, si hubieras estado aquí, mi hermano no habría muerto. Se apresuró a expresar su plena confianza en que Dios le concedería todo lo que Jesús le pidiera. Marta reflejaba una comprensión espiritual más allá de la necesaria para preparar y servir una comida.Jn. 11:21-27
Aparentemente, Marta y no sólo María se habían beneficiado del estudio. María se quedó en la casa hasta que Jesús la llamó. Cuando Marta fue a buscarla, María vino rápidamente a los pies de Jesús pues María está a los pies de Jesús en todas las apariciones registradas en el evangelio de Juan. Repitió las palabras que ya había usado Marta: Señor, si hubieras estado aquí mi hermano no habría muerto. Jesús se sintió «profundamente conmovido» al ver a María y a sus amigas llorando. Invitaron a Jesús a venir a ver el sepulcro donde había sido depositado Lázaro. Jesús rompió a llorar. Los judíos que estaban allí entendieron que esto reflejaba el amor de Jesús por Lázaro, ved cómo le amaba (v. 36). El cuarteto formado por Jesús, María, Lázaro y Marta mantenía una estrecha relación como personas, sin negar las diferencias de género ni preocuparse por ellas. Se trataba de personas de ambos sexos cuyo respeto, amistad y amor mutuos los llevaron a través de experiencias de tensión, dolor y alegría. Al parecer, Jesús tenía la suficiente seguridad para desarrollar una relación de este tipo con dos hermanas y su hermano sin temer por su reputación. Cuando era necesario, podía oponerse a ellos sin temor al chovinismo. Jesús tuvo mucho que ver con la liberación y el crecimiento de Marta y María.
En el relato de la resurrección de Lázaro, Jesús se reúne con las hermanas por turnos: Marta seguida de María. Marta sale inmediatamente al encuentro de Jesús cuando éste llega, mientras que María espera a que la llamen. Como señala un comentarista, "Marta, la hermana más agresiva, salió al encuentro de Jesús, mientras que María, tranquila y contemplativa, se quedó en casa". Esta representación de las hermanas coincide con la que se encuentra en Lucas 10:38-42." Cuando María conoce a Jesús, cae a sus pies. Al hablar con Jesús, ambas hermanas se lamentan de que no haya llegado a tiempo para evitar la muerte de su hermano: Señor, si hubieras estado aquí, mi hermano no habría muertoJuan 11:21,32 Pero mientras que la respuesta de Jesús a Marta es una enseñanza que la llama a la esperanza y a la fe, su respuesta a María es más emotiva: "Cuando Jesús la vio llorar, y a los judíos que habían venido con ella también llorar, se conmovió profundamente en su espíritu y se turbó". Como señala el comentarista británico del siglo XVII Matthew Henry, "María no añadió más, como hizo Marta; pero parece, por lo que sigue, que lo que le faltó en palabras lo compensó con lágrimas; dijo menos que Marta, pero lloró más"."

## Mujeres que ungieron a Jesús
Los Evangelios presentan dos historias de Jesús siendo ungido por una mujer: (1) tres relatos de su unción en Betania, sólo el relato de Juan identifica a María con la unción; y (2) un relato de Jesús siendo ungido por una mujer pecadora que definitivamente no era ni María (de María y Marta) ni María Magdalena.
La Iglesia ortodoxa considera a María Magdalena, María de Betania y la "mujer pecadora" como tres individuos diferentes, y también sostiene que Jesús fue ungido en dos ocasiones diferentes: una vez por María de Betania y otra por la "mujer pecadora".

### La unción en Betania
Mateo 26:6-13, Marcos 14:3-9, Juan 12:1-8
En Mateo se cita a Jesús asegurando que la historia del amor sacrificado de una mujer y su devoción por él tendrá un lugar en el evangelio dondequiera que se predique. Probablemente, María anticipó la muerte de Jesús, pero eso no es seguro. Al menos, su hermosa acción dio a Jesús el apoyo necesario cuando se acercaba a su hora esperada. Cada una de las dos hermanas, María y Marta, tenía su propia manera de atender a Jesús: Marta, tal vez más práctica, le sirvió una comida; María lo ungió generosamente.
Una narración en la que María de Betania desempeña un papel central (al menos en uno de los relatos) es el suceso relatado por los Evangelios sinópticos y el Evangelio de Juan en el que una mujer vierte todo el contenido de un alabastrón de carísimo perfume sobre la cabeza de Jesús. Sólo en el relato de Juan se identifica a la mujer como María, ya que la referencia anterior en Juan 11:1-2 la establece como la hermana de Marta y Lázaro. El nombre de la mujer no se menciona en los Evangelios de Mateo y Marcos. Según el relato de Marcos, el perfume era el más puro de  nardo. Algunos de los espectadores se enfadan porque este costoso perfume podría haberse vendido por el salario de un año, que Marcos enumera como 300 denarios, y el dinero entregado a los pobres.
El Evangelio de Mateo afirma que los "discípulos se indignaron" y el Evangelio de Juan afirma que fue Judas el más ofendido, lo que es explicado por el evangelista como que Judas era un ladrón y deseaba el dinero para sí mismo. En los relatos, Jesús justifica la acción de María diciendo que siempre tendrían a los pobres entre ellos y que podrían ayudarlos cuando lo desearan, pero que él no estaría siempre con ellos. Dice que su unción se hizo para prepararlo para su entierro. "María parece haber sido la única que fue sensible a la inminente muerte de Jesús y que estuvo dispuesta a dar una expresión material de su estima por él. La respuesta de Jesús muestra su aprecio por su acto de devoción".
Easton (1897) señaló que, por las circunstancias, parece que la familia de Lázaro poseía un panteón familiarJuan 11:38 y que un gran número de judíos de Jerusalén acudió a consolarlos por la muerte de Lázaro,Juan 11:19 que esta familia de Betania pertenecía a la clase más rica del pueblo. Esto puede ayudar a explicar cómo María de Betania podía permitirse poseer cantidades de perfume caro.

### Unción por una pecadora arrepentida
Lucas 7:36-50
En el Evangelio de Lucas, Jesús es un invitado en la casa de Simón el fariseo. Todos en la mesa eran hombres. Durante la comida, una mujer conocida como "pecadora" entró en la habitación y ungió los pies de Jesús con sus lágrimas y con un poco de ungüento. Sus lágrimas cayeron sobre los pies de Jesús y los enjugó con sus cabellos.
La Biblia no dice si ella había encontrado a Jesús en persona antes de esto. La Biblia tampoco revela la naturaleza de su pecado. Las mujeres de la época tenían pocas opciones para mantenerse económicamente; por lo tanto, su pecado puede haber sido la prostitución. Si hubiera sido adúltera, habría sido apedreada.
Cuando Jesús le permitió expresarle su amor y aprecio como lo hizo, el anfitrión lo rechazó despectivamente. Como mínimo, esta historia muestra la manera de actuar de Jesús con una mujer pecadora. Su amor incondicional tanto por los santos como por los pecadores puede haber sido tan conocido que esta mujer tuvo la valentía de correr este gran riesgo para expresarle públicamente su amor por haberla visto, no como un objeto sexual que debía ser explotado, sino como una persona de valor.

## Mujeres que ayudaron a Jesús
Lucas 8:1–3
El evangelio de Lucas es único en documentar que hubo muchas mujeres que se beneficiaron personalmente del ministerio de Jesús, pero que también ministraron a y con él -incluso hasta el punto de acompañarlo a él y a los Doce en los viajes de evangelización. La más destacada de ellas es María Magdalena.
NVI en el texto griego es una frase larga. Sus tres puntos focales principales son Jesús, los Doce y ciertas mujeres. Jesús está viajando por ciudades y pueblos, predicando el Reino de Dios, evangelizando, y acompañado por los Doce. Aparte de mencionar que los Doce estaban con él, no se dice nada más de ellos.
El motivo principal del párrafo parece ser poner de relieve a ciertas mujeres, de las que había "muchas". Este pasaje las presenta como receptoras de curaciones en diferentes niveles de necesidad, y también como participantes activas con Jesús y los Doce, acompañándolos en sus viajes. Lucas hace especial referencia al apoyo económico de estas mujeres al ministerio de Jesús. Dice que había muchas mujeres. Señala que entre ellas había mujeres destacadas en la vida pública del Estado, así como en la Iglesia.
El relato de Lucas especifica dos categorías de curación: espíritus malignos y enfermedades. Jesús liberó y humanizó a personas que, de otro modo, estaban siendo esclavizadas o destruidas por fuerzas internas y de la sociedad. Jesús curó a muchas mujeres de "espíritus malignos y enfermedades". Sólo de María Magdalena Lucas proporciona algún detalle de su curación, afirmando que "siete demonios" habían sido expulsados. Es de suponer que estas "muchas" mujeres habían sido curadas de diversas enfermedades -físicas, emocionales y mentales-. No se proporcionan datos específicos sobre los "siete demonios" de María Magdalena. Es significativo que mujeres cuyas condiciones las sometían al desprecio y al castigo encontraran en Jesús un Libertador que no sólo les permitió encontrar la salud, sino que las dignificó como personas plenas al aceptar sus propios ministerios para él y para los Doce.
Así, es significativo que las mujeres tuvieran un papel tan abierto y destacado en el ministerio de Jesús. La palabra de Lucas para referirse a su "ministerio" se utiliza ampliamente en el Nuevo Testamento. Su análogo sustantivo, diakonos, se traduce de diversas maneras como "ministro", "siervo" y "diácono", este último para Febe, en Romanos 16:1 y en las cartas pastorales.
En resumen, Jesús atrajo a su movimiento a un gran número de mujeres, que iban desde algunas desesperadas hasta algunas en los círculos oficiales del gobierno.

## Jesús sobre las relaciones familiares
Jesús comió una noche con un jefe delos fariseos. Después de instruir a su anfitrión para que incluyera a los más desfavorecidos en sus fiestas, Jesús hizo una parábola de las muchas razones personales por las que los invitados podrían rechazar una invitación, incluyendo el matrimonio y las recientes adquisiciones financieras.Lucas 14:18-20 A continuación, Jesús se dirige a una gran multitud y dice: Si alguien viene a mí y no odia a su padre y a su madre, a su mujer y a sus hijos, a sus hermanos y a sus hermanas -sí, incluso a la vida misma-, no puede ser mi discípulo Lucas 14:26.
Varios expositores sugieren que "odiar" es un ejemplo de lenguaje bíblico hiperbólico comparativo, prominente en algunas culturas orientales incluso hoy en día, para implicar "amar menos de lo que me das", "comparado con Cristo", la idea semítica de "preferencia inferior", un llamado a contar el costo de seguir a Jesús.
Cuando le dijeron a Jesús que su madre y sus hermanos le esperaban fuera y querían hablar con él, Jesús creó una novedosa definición de familia. Dijo a la gente que estaba reunida para oírle hablar: ¿Quién es mi madre? y ¿quiénes son mis hermanos? Y extendiendo la mano hacia sus discípulos, dijo: "¡Mirad a mi madre y a mis hermanos! Porque cualquiera que haga la voluntad de mi Padre que está en el cielo, ése es mi hermano, mi hermana y mi madre".

## Sin contar las mujeres
No había mujeres entre los doce, y tampoco había gentiles. 
Las cuatro listas de nombres de los doce en el Nuevo Testamento indican que todos los doce eran hombres judíos :
- Mateo 10:1-4
- Maros 3:13-19
- Lucas 6:12-16
- Hechos 1:13

Los nombres varían en las cuatro listas, pero su identidad masculina es clara y a menudo se cita como evidencia bíblica de que los pastores deben ser todos hombres. El Nuevo Testamento no da una respuesta clara de por qué el ejemplo de Jesús en la elección de sus apóstoles no es una superación completa del sesgo masculino.
Junto a esto se pueden hacer varias consideraciones. Jesús avanzó varios principios que iban más allá de su aplicación inmediata. Por ejemplo, repudió claramente la antipatía judeo-samaritana, afirmando no sólo a su propia parentela judía sino también a la samaritana. Sin embargo, no hay samaritanos entre los Doce. Jesús afirmó tanto a las mujeres como a los samaritanos como personas con pleno derecho a la identidad, la libertad y la responsabilidad, pero por alguna razón no revelada no incluyó ni a las mujeres ni a los gentiles en su círculo cercano de los Doce.
Tal vez la costumbre estaba tan arraigada aquí que Jesús simplemente se detuvo en la aplicación plena de un principio que hizo explícito y enfático: Todo el que hace la voluntad de Dios es mi hermano, y mi hermana, y mi madre.Marcos 3:35
Al seleccionar a 12 varones judíos, es posible que Jesús ofreciera un paralelismo con los 12 patriarcas o 12 tribus de Israel, cada una de ellas encabezada por un hijo de Jacob.
Otra posible explicación tiene que ver con el propósito declarado para su elección de los Doce: ...para que estuvieran con él. Marcos 3:14 Eran sus compañeros constantes día y noche, excepto cuando los enviaba a predicar. Era costumbre que los rabinos judíos tuvieran un séquito de discípulos así. "Una asociación tan estrecha y sostenida con un miembro del sexo opuesto habría dado lugar a un rumor difamatorio" {rp|p.174}}
Independientemente de cómo se explique la restricción de los Doce a los hombres judíos, Jesús introdujo principios de gran alcance que dieron fruto incluso en un antiguo rabino, el  apóstol Pablo, quien al menos en visión pudo decir: No hay judío ni griego, no hay esclavo ni libre, no hay hombre ni mujer; porque todos sois uno en Cristo Jesús.Gálatas 3:28 Además, la inclusión de "muchas" mujeres en la compañía itinerante de Jesús representa un movimiento decisivo en la formación de una nueva comunidad. Los Doce son todos hombres y también son todos judíos, pero incluso en este punto las mujeres les "ministran".
Los Staggs creen que una explicación probable es que Jesús empezó donde estaba, dentro de las estructuras del judaísmo tal y como lo conoció en su educación. Sus compañeros más cercanos inicialmente pueden haber sido judíos, hombres, y hombres de aproximadamente su misma edad. Empezó allí, pero no se detuvo allí. Incluso en las primeras etapas de su misión, las mujeres se involucraron profundamente en el centro del movimiento de Jesús.